# 第六郡
第六郡是越南最大城市胡志明市下辖的一个郡。面积7平方千米，2019年总人口233000人。该郡与第五郡组成堤岸，是越南华人集中区域。

## 地理
第六郡北接新富郡和第十一郡，东接第五郡，南接第八郡，西接平新郡。

## 历史
1976年5月20日，西贡-嘉定市革命人民委员会重新划分第六郡下辖各坊为第一坊、第二坊、第三坊、第四坊、第五坊、第六坊、第七坊、第八坊、第九坊、第十坊、第十一坊、第十二坊、第十三坊、第十四坊、第十五坊、第十六坊、第十七坊、第十八坊、第十九坊、第二十坊20坊。
1976年7月2日，越南正式统一，西贡-嘉定市更名为胡志明市。第六郡随之划归胡志明市管辖。
1979年2月17日，第三坊并入第一坊、第四坊和第六坊，第十一坊并入第五坊、第十坊和第十二坊，第十五坊并入第十四坊、第十六坊和第十七坊。
1987年2月14日，撤销原17坊，原第十六坊部分区域、原第十七坊部分区域和原第十四坊合并为第一坊，原第六坊部分区域和原第一坊部分区域合并为第二坊，原第十六坊部分区域和原第十九坊部分区域合并为第三坊，原第十七坊剩余区域更名为第四坊，原第一坊部分区域和原第四坊合并为第五坊，原第六坊部分区域和原第二坊合并为第六坊，原第十九坊部分区域和原第二十坊合并为第七坊，原第二十坊部分区域和原第十八坊合并为第八坊，原第十坊部分区域和原第九坊合并为第九坊，原第十三坊更名为第十坊，原第十二坊部分区域和第五坊合并为第十一坊，原第十坊部分区域和原第十二坊剩余区域合并为第十二坊，原第七坊更名为第十三坊，原第十八坊更名为第十四坊。
2024年11月14日，越南国会常务委员会通过决议，自2025年1月1日起，第三坊和第四坊并入第一坊，第六坊和第五坊部分区域并入第二坊，第五坊剩余区域并入第九坊，第十坊部分区域并入第十一坊，第十三坊部分区域并入第十四坊。

## 行政区划
第六郡下辖10坊，郡人民委员会位于第一坊。
- 第一坊（Phường 1）
- 第二坊（Phường 2）
- 第七坊（Phường 7）
- 第八坊（Phường 8）
- 第九坊（Phường 9）
- 第十坊（Phường 10）
- 第十一坊（Phường 11）
- 第十二坊（Phường 12）
- 第十三坊（Phường 13）
- 第十四坊（Phường 14）